# HEART (TOKIOのアルバム)
『HEART』（ハート）は、TOKIOの3作目のベスト・アルバム。2014年7月16日にJ Stormより発売された。

## 概要
TOKIOデビュー20周年記念アルバム。デビューから2013年までの楽曲の中からファン投票によって選出された楽曲を収録したオールタイム・コンピレーションアルバム」というテーマのもと制作され、Disc1はシングル曲、Disc2はアルバム&カップリング曲のファン投票で収録曲が決定した。収録順は順位と同じ。ファンへの感謝として、長瀬智也が作詞・作曲した「ハート」、城島茂が作詞・作曲した「こころ」の新曲2曲をボーナストラックとしてDisc1とDisc2にそれぞれ収録している。
初回限定盤1、初回限定盤2、通常盤の3形態での発売となっており、初回限定盤1には「ハート」のレコーディング映像を収めたDVD、初回限定盤2は収録曲の中でビデオクリップが存在する16曲を収録したDVDがそれぞれ付属する。
5人体制最後のアルバムとなった。

## チャート成績
2014年（平成26年）7月28日付のオリコンチャートで、初週4.1万枚を売り上げ1位を獲得した。シングルでは「-遥か-」以来で4年1ヶ月ぶり、アルバムでは『TOK10』以来で9年10ヶ月ぶりの首位獲得となった。

## 収録曲

### CD
※はアルバム初収録曲。※※はシングルバージョンアルバム初収録曲。曲の解説はそのページを参照。

#### DISC-1
1. リリック ※ [4:58]
作詞・作曲・編曲：長瀬智也
  - 46thシングル
2. LOVE YOU ONLY [3:57]
作詞：工藤哲雄、作曲：都志見隆、編曲：西脇辰弥
  - 1stシングル
3. 君を想うとき [5:20]
作詞：渡辺なつみ、作曲：渡辺未来、編曲：そうる透・吉村龍太
  - 15thシングル「君を想うとき/Oh! Heaven」の1曲目
4. 花唄 [4:38]
作詞：TAKESHI、作曲：鈴木秋則、編曲：島田昌典
  - 25thシングル
5. GREEN ※※ [5:35]
作詞・作曲：HIKARI、編曲：島田昌典
  - 26thシングル
6. AMBITIOUS JAPAN! [4:01]
作詞：なかにし礼、作曲：筒美京平、編曲：船山基紀
  - 28thシングル
7. Julia [4:52]
作詞・作曲：ジョー・リノイエ、編曲：ジョー・リノイエ・鈴川真樹
  - 12thシングル
8. glider ※※ [5:10]
作詞・作曲・編曲：HIKARI
  - 27thシングル「ding-dong/glider」の2曲目
9. Mr.Traveling Man [4:08]
作詞・作曲：清水昭男、編曲：佐久間正英
  - 33rdシングル
10. 自分のために [4:04]
作詞・作曲：飯岡隆志、編曲：山原一浩
  - 31stシングル「自分のために/for you」の1曲目
11. 宙船（そらふね）[4:00]
作詞・作曲：中島みゆき、編曲：船山基紀
  - 35thシングル「宙船/do! do! do!」の1曲目
12. スベキコト [4:26]
作詞：城島茂、作曲：国分太一、編曲：野間康介
  - 40thシングル「太陽と砂漠のバラ/スベキコト」の2曲目
13. 雨傘 [3:54]
作詞・作曲：椎名林檎、編曲：東京事変
  - 39thシングルの1曲目
14. 見上げた流星 [5:03]
作詞・作曲：平義隆、編曲：HIKARI、Strings Arrangement：KAM
  - 44thシングル
15. DR [4:09]
作詞・作曲：久保田光太郎、編曲：久保田光太郎・KAM
  - 24thシングル「DR/Only One Song」の1曲目
16. ハート（Bonus Track） [4:47]
作詞・作曲・編曲：長瀬智也
  - 新曲

6thアルバム「YESTERDAY & TODAY」収録曲「Heart」とは異なる。

#### DISC-2
1. Yesterday's [4:16]
作詞・作曲：清水昭男、編曲：Project T
  - 6thアルバム収録曲
2. 僕の恋愛事情と台所事情 [5:17]
作詞・作曲：城島茂、編曲：吉岡たく、Co-Arrange：村田陽一
  - DVDシングル
  - 10thアルバム「Harvest」収録曲
3. 路傍の花 ※ [5:35]
作詞・作曲・編曲：HIKARI、Strings Arrangement：KAM
  - 43rdシングル「NaNaNa（太陽なんていらねぇ）」通常盤カップリング
4. Symphonic [5:38]
作詞・作曲：HIKARI、編曲：KAM
  - 7thアルバム「5 AHEAD」収録曲
5. The Course of Life [4:34]
作詞・作曲：国分太一、編曲：HIKARI
  - 12thアルバム「17」収録曲
6. PLUS ※ [4:10]
作詞・作曲：城島茂、編曲：TOKIO、Strings Arrangement：山原一浩
  - 配信限定シングル
  - 44thシングル通常盤カップリング

表記はないが、CDバージョンを収録。
7. Sometimes [5:00]
作詞・作曲・編曲：長瀬智也
  - 12thアルバム通常盤収録曲
8. ロースピード [4:53]
作詞：松岡昌宏、作曲：松島茂宏、編曲：長瀬智也・山原一浩
  - 12thアルバム収録曲
9. Dream & Breeze※ [4:32]
作詞：TAKESHI、作曲：加藤裕介、編曲：HIKARI
  - 43rdシングル通常盤カップリング
10. Southend ※ [4:28]
作詞・作曲・編曲：HIKARI
  - 26thシングルカップリング
11. sugar [6:08]
作詞・作曲：長瀬智也、編曲：TOKIO
  - 11thアルバム「sugar」表題曲
12. Zettai! [4:15]
作詞：朝水彼方、作曲・編曲：西脇辰弥
  - 3rdアルバム「BLOWING」収録曲
13. JUMBO [3:45]
作詞・作曲：鶴田海生、編曲：Project T
  - 6thアルバム収録曲
14. SONIC DRIVE! [4:10]
作詞・作曲・編曲：長瀬智也
  - 10thアルバム収録曲
15. T2 [3:27]
作詞・作曲：国分太一、編曲：国分太一・KAM
  - 7thアルバム収録曲
16. こころ（Bonus Track） [4:25]
作詞・作曲：城島茂、編曲：城島茂・KAM
  - 新曲

### DVD

#### 初回限定盤1
1. 「ハート」Rec.（APPROX. 23min.）

#### 初回限定盤2
1. LOVE YOU ONLY
2. Julia
3. 君を想うとき
4. DR
5. 花唄
6. GREEN
7. AMBITIOUS JAPAN!
8. 自分のために
9. 僕の恋愛事情と台所事情
10. Mr.Traveling Man
11. 宙船（そらふね）
12. 雨傘
13. スベキコト
14. PLUS
15. 見上げた流星
16. リリック

## スタッフ
- プロデューサー　JULIE K
- レコーディング・ミキシングエンジニア　青柳延幸
- マスタリングエンジニア 山崎和重